# كونور ليزلي
كونور ليزلي (بالإنجليزية: Conor Leslie)‏ هي ممثلة أمريكية، ولدت في 10 أبريل 1991 في الولايات المتحدة.

## أعمال

### مسلسلات
- الانتقام
- الإبتدائية[4][5][6]
- الرجل في القلعة العالية
- تاييتانز
- سيكادا 3301

## وصلات خارجية
- كونور ليزلي على موقع IMDb (الإنجليزية)
- كونور ليزلي على موقع روتن توميتوز (الإنجليزية)
- كونور ليزلي على موقع ألو سيني (الفرنسية)
- كونور ليزلي على موقع أول موفي (الإنجليزية)
- كونور ليزلي على موقع قاعدة بيانات الفيلم (الإنجليزية)
- كونور ليزلي على موقع كينوبويسك (الروسية)